# Le continent perdu

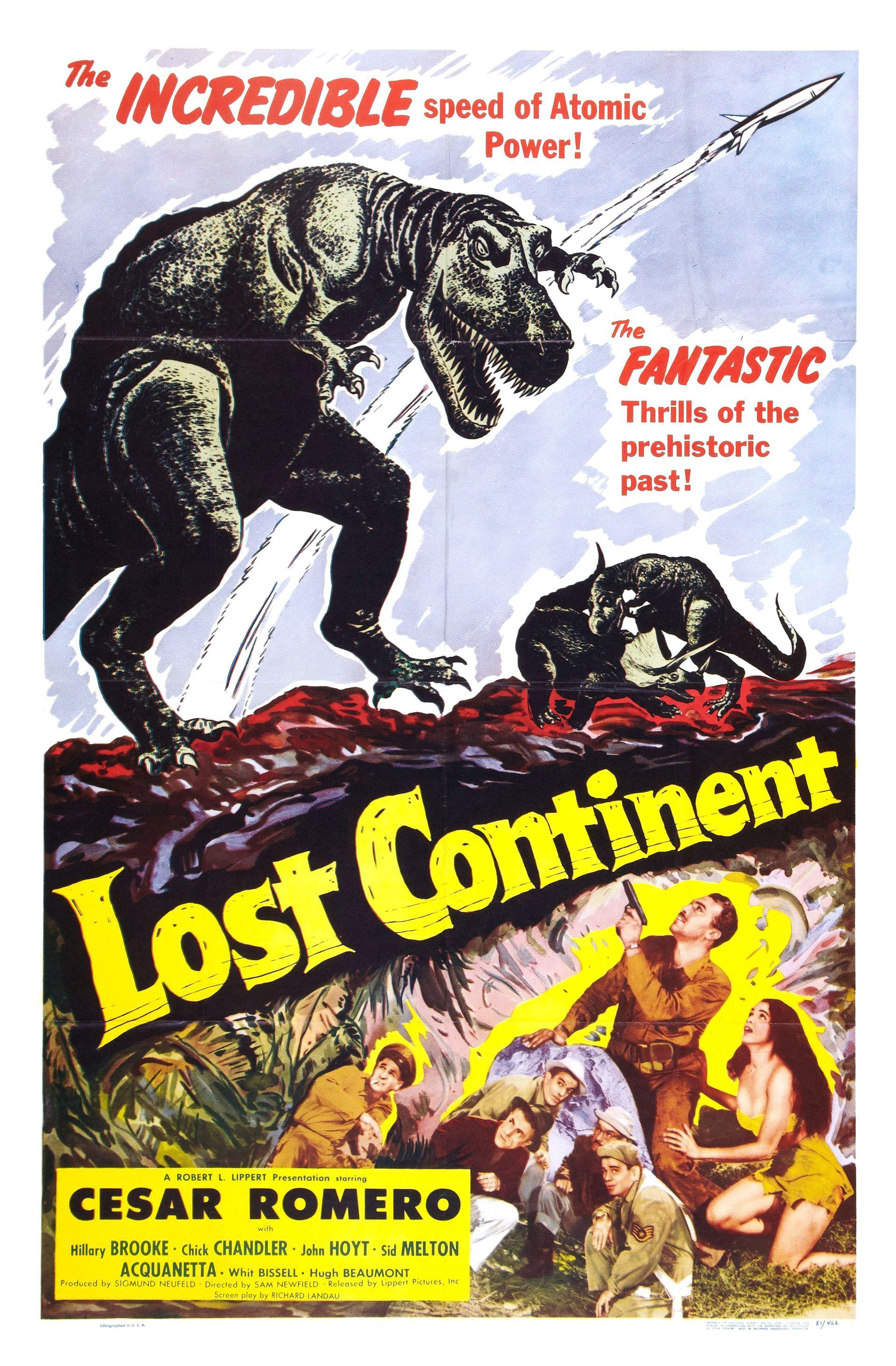
Affiche du film.

Le continent perdu (Lost Continent) est un film américain réalisé par Sam Newfield, sorti en 1951.
C'est un des nombreux films réalisés sur le thème des mondes perdus, où on peut voir des dinosaures animés en stop-motion.

## Synopsis
Le major Joe Nolan est à la tête d'une expédition dans le Pacifique Sud chargée de récupérer une fusée atomique disparue sans laisser de traces. Son camarade de service et pilote, le lieutenant Danny Wilson, fait également partie de l'expédition. Le sergent William Tatlow, mécanicien, a également été recruté. L'expédition comprend les trois scientifiques qui ont contribué à la construction de la fusée.
Leur avion de transport s'écrase mystérieusement sur une île tropicale isolée et inconnue, dans la zone où la fusée a été perdue sur les radars. Sur l'île ils ne trouvent qu'une femme autochtone et son jeune frère. La femme indique que quelque chose est tombé du ciel au sommet du plateau nuageux qui domine une partie de l'île. L'arrivée fulgurante de la fusée a poussé le reste de la population à abandonner l'île.
Stanley Briggs, membre de l'expédition, meurt accidentellement lors de l'ascension de l'escarpement. Après de longs efforts, l'expédition sort de ce qui s'avère être un nuage de gaz toxique. Ils découvrent une jungle préhistorique luxuriante peuplée de dinosaures et un vaste champ d'uranium, ce qui a mis hors service leur équipement de localisation électronique.

## Fiche technique
- Réalisation : Sam Newfield
- Scénario : Orville H. Hampton, Richard H. Landau, d'après une histoire de Carroll Young
- Producteurs : Jack Leewood, Robert L. Lippert, Sigmund Neufeld
- Photographie : Jack Greenhalgh
- Montage : Philip Cahn
- Musique : Paul Dunlap
- Genre : Science-fiction[3]
- Distributeur : Lippert Pictures
- Durée : 83 minutes
- Date de sortie : 17 août 1951

## Distribution
- Cesar Romero : Maj. Joe Nolan
- Hillary Brooke : Marla Stevens
- Chick Chandler : Lt. Danny Wilson
- John Hoyt : Michael Rostov
- Acquanetta : Native girl
- Sid Melton : Sgt. William Tatlow
- Whit Bissell : Stanley Briggs
- Hugh Beaumont : Robert Phillips
- Murray Alper : Air Police Sergeant

## Production
Il s'agit d'un film à petit budget, tourné en seulement 11 jours en avril 1951 dans les studios Goldwyn,. Les critiques sont négatives.